# Khu định cư theo cụm
Một khu định cư theo cụm hay khu định cư hạt nhân là một trong những mô hình định cư chính. Đây là một trong những thuật ngữ được các nhà địa lý và sử học cảnh quan sử dụng để phân loại các khu định cư.
Nó là mô hình điển hình của một khu định cư được quy hoạch bài bản: bao gồm các ngôi nhà tập trung lại thành một cụm, chẳng hạn xung quanh một cảng, chợ, nhà thờ,...Khu định cư theo cụm thường có một trung tâm rõ ràng, là các công trình lớn, công cộng. Nó cũng là nơi tập trung các đầu tuyến giao thông. Kiểu khu định cư này có thể tự hình thành trong thời gian lịch sử dài, cũng có thể được quy hoạch. Đối với cụm được quy hoạch thường cấu trúc rất ngăn nắp và ngay ngắn.